# بريمية كرشنرية
بريمية كرشنرية (الاسم العلمي: Leptospira kirschneri) هي نوع من البكتيريا تتبع جنس البريمية من فصيلة نظيرات البريمية.